# Similaunhütte
Die Similaunhütte ist eine private alpine Schutzhütte am Niederjoch im Schnalskamm der Ötztaler Alpen, der die Grenze zwischen dem österreichischen Tirol und dem italienischen Südtirol darstellt. Die Hütte liegt auf 3019 m Höhe unweit der Grenze auf italienischem Gebiet im Naturpark Texelgruppe. Die Hütte ist privat, wird aber wie eine Alpenvereinshütte betrieben.  Die Hütte liegt in der Nähe des Tisenjochs, der Fundstelle des Ötzi.

## Anstiegsmöglichkeiten
Von Norden ist die Hütte von Vent in 4½ Stunden erreichbar. Der markierte Anstieg führt an der Martin-Busch-Hütte vorbei und über die nordwestliche Seitenmoräne des Niederjochferners. Es ist ab der Hütte auch der direkte Weg im Verlauf des ehemaligen Gletschers möglich.
Von Süden führt ein ebenfalls markierter Anstieg von Vernagt im Schnalstal in 4 Stunden zur Hütte. Bei diesem Anstieg ist ein Rucksacktransport über die Materialseilbahn der Hütte möglich.

## Tourenmöglichkeiten
Die beliebtesten Gipfeltouren von der Similaunhütte sind folgende:
- Similaun (3606 m)
- Fineilspitze (3516 m)
- Hauslabkogel (3403 m)

Neben der Martin-Busch-Hütte, die am Anstiegsweg von Norden liegt, ist das im Rofental gelegene Hochjochhospiz und die Schöne-Aussicht-Hütte am Hochjoch von der Similaunhütte erreichbar. Für letztere Übergänge sind 4 Stunden zu veranschlagen.

## Geschichte
Serafin Gurschler (1860–1915), Wirt aus Kurzras, der auch die erste Schöne-Aussicht-Hütte errichtet hatte, erbaute die Vorgängerin der heutigen Hütte im Jahr 1899. Dieses schon von Beginn an bewirtschaftete Schutzhaus mit zehn Schlafplätzen wurde jedoch bald zu klein und musste schon 1906 erweitert werden. 1912 übernahm nach Einheirat Alois Platzgummer (1872–1961) die Hütte. Nach dem Ersten Weltkrieg wurde sie kurzzeitig enteignet, bald aber schon wieder privat verwaltet. In der Zwischenkriegszeit erfolgten kleinere Erweiterungen und der Einbau einer Zentralheizung. Während des Zweiten Weltkriegs blieb die Hütte zeitweise geschlossen. 1956 wurde durch Alois Platzgummer (Sohn des älteren Hüttenwirts, 1911–1969) eine Materialseilbahn erbaut, und die italienische Finanzpolizei errichtete in der Nähe eine später wieder abgerissene Betonbaracke. Von 1966 bis 1967 war die Hütte wegen der Unruhen und Sprengstoffanschläge in Südtirol erneut beschlagnahmt und vom Militär besetzt, seit 1970 wird sie wieder bewirtschaftet. Sie wurde im Sommer 2013 wesentlich erweitert.

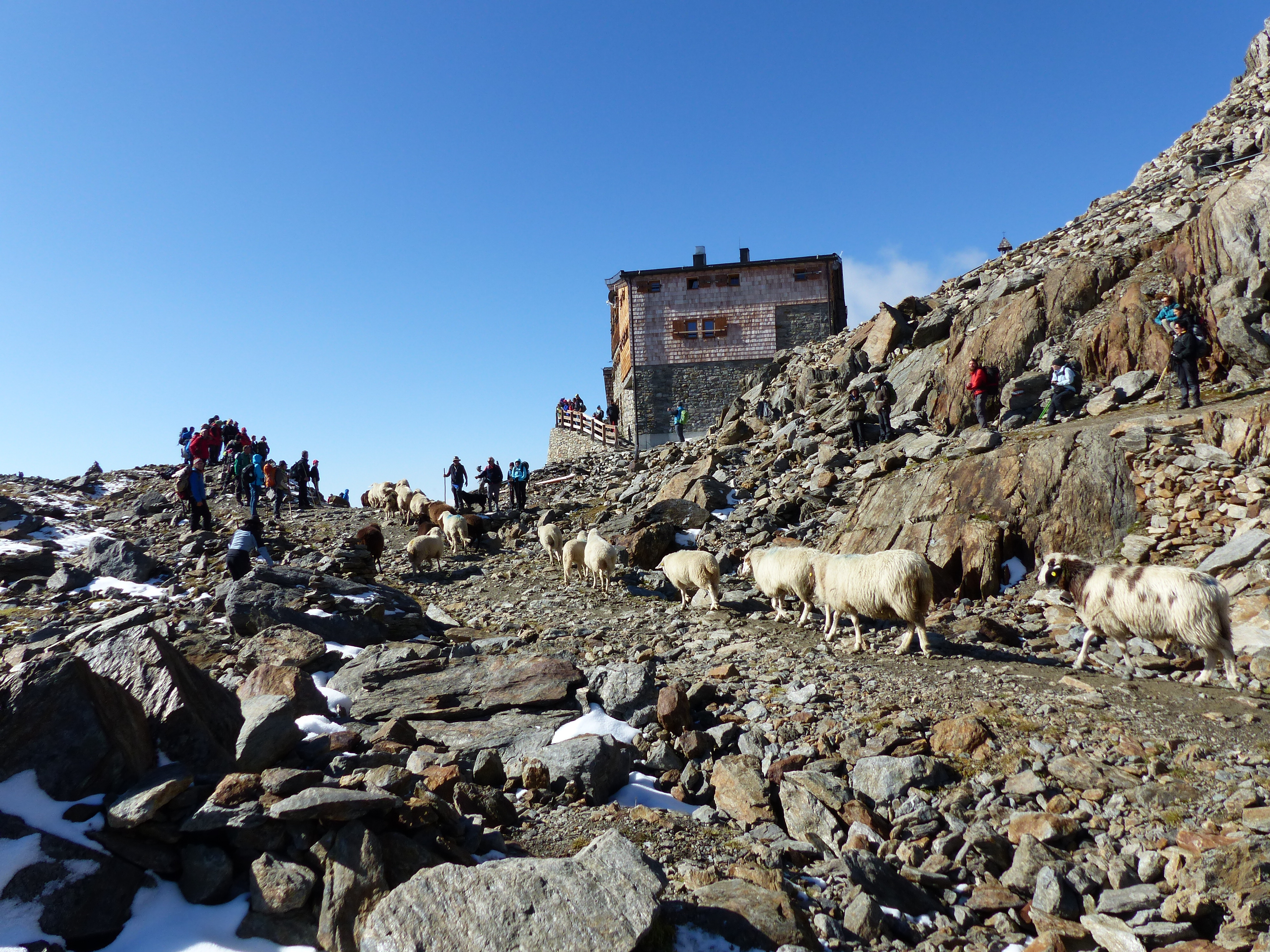
Schaftrieb ins Schnalstal

Über das Niederjoch, vorbei an der Similaunhütte, führt eine Route, auf der Anfang Juni Schafe vom Schnalstal ins Ötztal getrieben werden, die Mitte September auf gleichem Weg zurückkehren.